# Лин Лејк (Манитоба)
Лин Лејк (енгл. Lynn Lake) је варошица у северном делу канадске провинције Манитоба и део је географско-статистичке регије Север. Насеље се налази на сусрету локалних магистралних друмова 391, 394 и 396 на око 1.071 км северозападно од административног центра провинције града Винипега. Од административне границе са Саскачеваном варошица је удаљена око 60 км.
Лин Лејк је веома младо насеље, настало 1950. као последица открића богатих лежишта руде никла у том подручју. Убрзо су откривена и значајнија лежишта злата. Насеље које је добило име по главном инжињеру рударске компаније која је имала концесију на експлоатацију руде (Лин Смит) 1951. организовано је као самоуправна општина, а од 1997. има и статус варошице.
Према резултатима пописа становништва из 2011. у варошици су живела 674 становника у укупно 386 домаћинства, што је за 5,6% мање у односу на 714 житеља колико је регистровано
приликом пописа 2006. године.
Западно од насеља налази се мањи аеродром са асфалтираном пистом преко ког се углавном обављају локални чартер летови, а постоји и железничка пруга која води ка варошици Де Па.
Поред рударства развијен је и туризам, а главна туристичка атракција су спортски риболов и лов на медведе и лосове.

## Становништво
| 2011. |
| ----- |
| 674   |